# Essentialisme

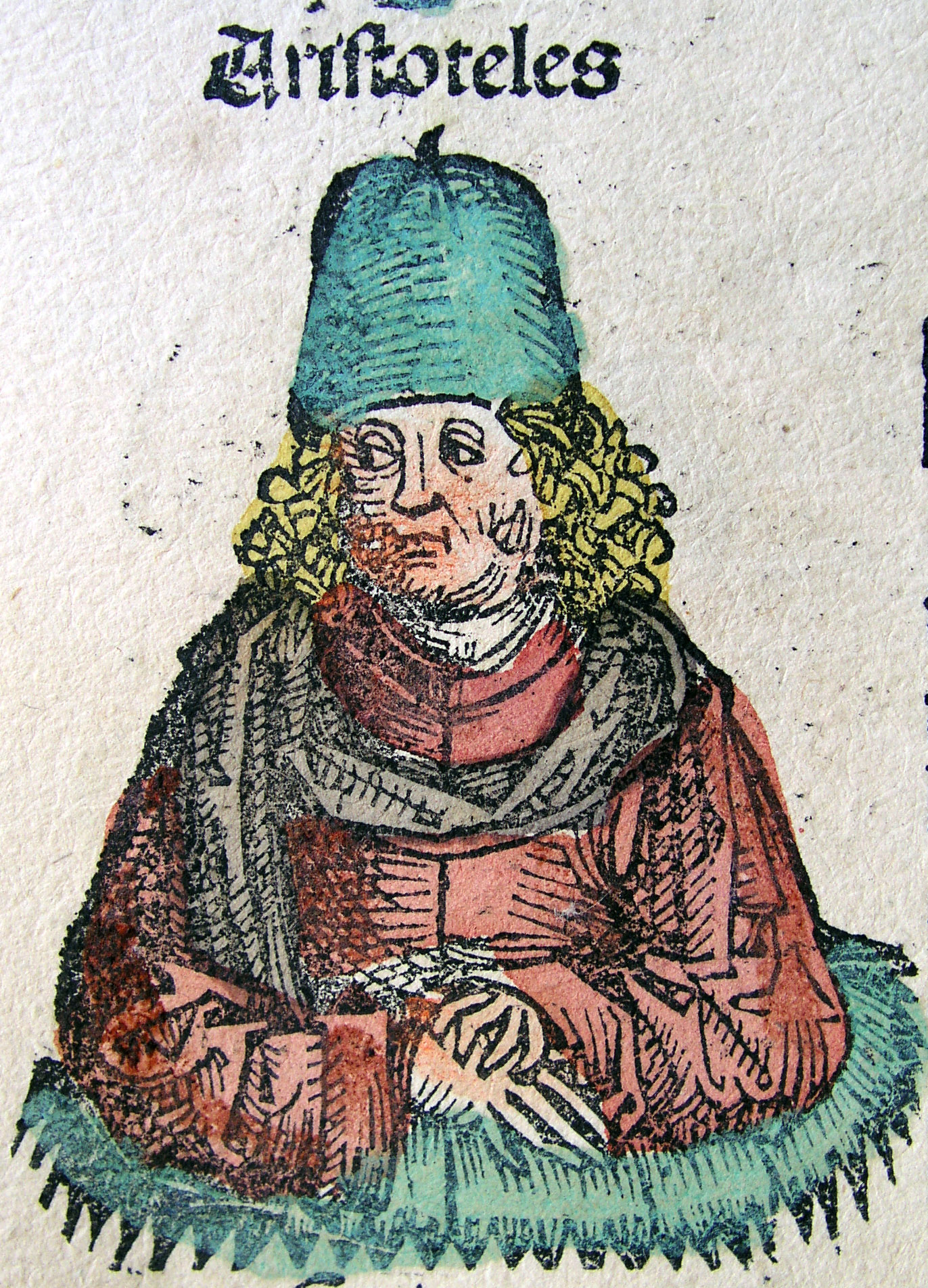
Aristote dans la Chronique de Nuremberg.

 (décembre 2018).
Si vous disposez d'ouvrages ou d'articles de référence ou si vous connaissez des sites web de qualité traitant du thème abordé ici, merci de compléter l'article en donnant les références utiles à sa vérifiabilité et en les liant à la section « Notes et références ».
Pour le mouvement syncrétique à dominante chrétienne, voir École de l'essentialisme.
L'essentialisme est un mode de pensée selon lequel toute entité est caractérisée par un ensemble d'attributs essentiels nécessaires à son identité et à sa fonction. Le terme apparaît pour la première fois en 1945 dans l'oeuvre du philosophe des sciences Karl Popper, qui voit l'essentialisme comme une « obsession de la définition », ou une priorité donnée dans le travail scientifique à la question « Qu’est-ce que ? ». L'essentialisme suppose qu'il est possible de décrire l'essence des choses. Selon Karl Popper, le travail scientifique devrait plutôt élaborer des hypothèses, et mener des expériences permettant de vérifier ou de réfuter ces hypothèses. Karl Popper considère que l'essentialisme, qu'il fait remonter à Platon, a exercé sur les sciences et la philosophie une influence funeste.
Les acceptions du terme « essentialisme » varient selon qu'il est utilisé dans le contexte de la psychologie, de la biologie, de la sociologie, ou de la philosophie.
Historiquement, les croyances qui postulent que les identités sociales telles que l'ethnicité et la nationalité sont des caractéristiques essentielles ont souvent produit des résultats destructeurs. Certains chercheurs ont soutenu que la pensée essentialiste est au cœur de nombreuses idéologies réductrices, discriminatoires ou extrémistes. L'essentialisme psychologique est corrélé aux préjugés racistes,. Dans les sciences médicales, l'essentialisme peut conduire à une vision réifiée des identités - par exemple en supposant que les différences d'hypertension dans les populations afro-américaines sont dues à des différences raciales plutôt qu'à des causes sociales, ce qui conduit à des conclusions erronées et à un traitement inégalitaire. Les théories sociales plus anciennes étaient souvent conceptuellement essentialistes.

## En psychologie
L'essentialisme dans une approche psychologique se réfère à des manières de se représenter les êtres et de les comprendre. Susan Gelman (en), spécialiste reconnue de l'essentialisme psychologique, a décrit la manière dont des enfants et des adultes interprètent les classes d'entités, en particulier les entités biologiques, en termes essentialistes, c'est-à-dire comme si elles avaient une essence sous-jacente immuable qui permet de prédire des similitudes non observées entre membres de cette classe,.

### Aspects généraux
Plusieurs critères définissent l'essentialisme en psychologie. La croyance dans l'immuabilité de l'être ou de l'objet est un des traits de l'essentialisme : elle correspond à l'idée selon laquelle l'apparence superficielle d'un être peut changer, son essence demeure identique. Les variations observables dans les caractéristiques d'une entité ne seraient pas suffisamment saillantes pour modifier ses caractéristiques essentielles. Un autre aspect récurrent de la pensée essentialiste est la croyance dans un potentiel inné : elle se fonde sur l'idée selon laquelle un être accomplira nécessairement son cours de développement parce qu'il y est prédéterminé ; ainsi les essences prédiraient les évolutions futures des entités tout au long de leur existence. Un troisième aspect récurrent de la pensée essentialiste est la croyance dans un potentiel inductif, selon laquelle des entités peuvent bien partager des caractéristiques communes, elles demeurent néanmoins essentiellement différentes.

### En psychologie du développement
L'essentialisme est devenu un concept important en psychologie, en particulier en psychologie du développement,. Susan Gelman (en) et Kremer (1991) ont étudié dans quelle mesure les enfants de 4 à 7 ans font preuve d'essentialisme. Les enfants se sont vu proposer d'identifier les causes de comportements d'êtres vivants et de mouvements d'objets. Les enfants ont affirmé que des essences sous-jacentes permettaient de prédire les comportements observables. Les enfants plus jeunes étaient incapables d'identifier les mécanismes causaux du comportement alors que les enfants plus âgés étaient capables de le faire. Cela suggère que l'essentialisme est enraciné dans le développement cognitif. On peut affirmer qu'il y a un changement dans la façon dont les enfants représentent les entités, passant de la non-compréhension du mécanisme causal à une compréhension suffisante.

### Conséquences
Les implications de l'essentialisme psychologique sont nombreuses. Il a été constaté que des individus ayant des préjugés sociaux adoptent des modes de pensée particulièrement essentialistes, ce qui suggère que l'essentialisme contribue à perpétuer l'exclusion au sein des groupes humains. Par exemple, l'essentialisme de la nationalité a été lié à des attitudes hostiles aux immigrés. Dans de multiples études menées aux États-Unis et en Inde, Rad & Ginges (2018) ont montré que la nationalité d'une personne est souvent identifiée à l'origine ethnique, même si cette personne est adoptée et élevée par une famille d'une autre nationalité dès sa prime jeunesse. Cela peut être dû à une extension excessive d'un mode de pensée biologique essentialiste. Paul Bloom (psychologist) (en) écrit que « l'une des idées les plus passionnantes des sciences cognitives est la théorie selon laquelle les gens ont une "hypothèse par défaut" selon laquelle les choses, les gens et les événements ont des essences invisibles qui font d'eux ce qu'ils sont ». Des spécialistes de psychologie expérimentale ont soutenu que l'essentialisme sous-tend notre compréhension des mondes physique et social, et les psychologues du développement et interculturels ont suggéré qu'elle est instinctive et universelle. Les êtres humains auraient tous une forte tendance à l'essentialisme dès l'enfance. Les chercheurs suggèrent que cet enracinement de la pensée essentialiste permet de prédire la formation de stéréotypes et peut être ciblée dans les actions de prévention des stéréotypes.

## En biologie

### Essentialisme contre nominalisme
En biologie, l'essentialisme est une conception selon laquelle les diverses espèces animales et végétales diffèrent entre elles « par essence », ce qui supposerait des classifications d'origine non humaine dans la nature. La conception opposée, selon laquelle les individus et leurs populations préexistent, et les catégories ne sont que des regroupements établis par l’homme pour commodité au sein d'un vaste continuum de formes dans la nature, est le « nominalisme ». L'essentialisme a quelque temps été nommé « réalisme » au Moyen Âge.
De même, l'essentialisme de genre désigne des natures féminine et masculine différentes par essence, ce qui s'oppose au constructivisme social.
L'essentialisme est pratiqué par Aristote, qui fait remarquer dans son Organon que la nature semble stable en espèces : on y trouve, explique-t-il, des juments et des vaches, mais jamais de formes intermédiaires entre les deux. En 1859, Charles Darwin dans son ouvrage L'origine des espèces considèrera que les formes intermédiaires ont bel et bien existé, et constituent en fait des espèces ancestrales, qui se sont éteintes par l'effet de la sélection naturelle pour ne laisser que les espèces actuelles.

### Critiques
Selon ses détracteurs, l'essentialisme biologique servirait de base idéologique au ségrégationnisme, en considérant des différences établies pour la commodité pratique comme différences de « nature » entre les hommes. En d'autres termes, des repères purement conventionnels seraient confondus avec des différences qualitatives et « naturelles ». Selon les critères retenus pour établir ces discriminations, on parlera alors de sexisme, de racisme ou d'homophobie.
Dans la pratique, on observe souvent que des classifications paraissant claires vues de loin deviennent moins évidentes quand on s'intéresse à leur détail. Ainsi Konrad Lorenz fait remarquer que dans les cas des mouettes, la notion d'espèce elle-même devient imprécise, deux variétés interfécondes avec une même troisième pouvant ne pas l'être entre elles, mettant à mal la notion de transitivité qui la définit.

## En sociologie

### Essentialisme contre constructivisme
L'essentialisme désigne en sociologie l'idée selon laquelle l'essence des éléments constitutifs de la vie sociale précède leur existence. Ainsi, une vision essentialiste de la société considérera que les normes qui régissent celle-ci sont naturelles, qu'elles « vont de soi » et qu'elles trouvent leurs sources dans des forces dépassant les actions humaines (forces de la nature, forces divines...). Cette conception essentialiste s'oppose à la conception constructiviste, qui considère au contraire que tout ce qui constitue la vie sociale est le résultat, plus ou moins contingent et arbitraire, d'une construction sociale déterminée par l'histoire, la culture ou encore les actions des individus.
Ainsi, les discours qui décrivent une « nature humaine » ou bien un « ordre naturel des choses » peuvent être considérés comme essentialistes, dans la mesure où ils décrivent une réalité existant par essence, et donc préexistant au champ social et culturel dans lequel elle s'inscrit.

En sociologie, la pensée essentialiste se trouve notamment appliquée à la question du genre. L'essentialisme considérera alors qu'hommes et femmes diffèrent (même de façon autre que physique) par essence, c'est-à-dire que leur nature (féminine ou masculine) ne détermine pas que leur physiologie, mais a une influence sur leurs aptitudes ou goûts personnels. La notion opposée est le constructivisme social, que résume une phrase de Simone de Beauvoir en clin d'œil à Érasme : 

« On ne naît pas femme : on le devient. »

La position essentialiste en ce domaine estime que l'innéité biologique est un paramètre qui influence les acquisitions d'un individu.

### Essentialisme et genre
Le féminisme essentialiste (ou féminisme différentialiste) considère qu'il n'y a pas lieu de distinguer sexe et genre, puisque le sexe d'une personne détermine le genre correspondant. Le féminisme radical reprend cette notion. Le féminisme radical matérialiste non-essentialiste considère toutefois que le sexe équivaut au genre, ces notions étant indissociables, car le sexe est une notion sociale tout aussi artificielle que le genre, et que par conséquent est femme toute personne perçue comme femme dans la société patriarcale. Cette doctrine est développée par Monique Wittig dans La Pensée straight.
La notion américaine de « french feminism » correspond à un mouvement de défense des femmes qui met en avant les qualités et les valeurs traditionnellement attribuées à ce sexe. Selon Christine Delphy, cette notion n'est cependant pas française, mais le résultat de l'agrégat de textes divers d'autrices françaises non féministes ayant pour objectif de faire ressortir la position essentialiste des autrices américaines ayant présenté la notion.

## En philosophie

### Essentialisme contre existentialisme
En philosophie, l'essentialisme est le nom de la conception de l'homme qui s'oppose à l'existentialisme et au nominalisme. L'essentialisme philosophique suppose que l'essence d'une chose précède son existence. Sans nier ni affirmer le libre arbitre éventuel de l'individu, il le rend tributaire de quelques déterminismes dont il ne peut pas commodément s'extraire et qui le définissent donc en partie.
L'existentialisme distingue entre les objets relevant d'une conception préalable (il existe bien une « essence » du couteau, qui est d'avoir un manche et une lame pour pouvoir assurer des fonctions de découpe et de prise en main) et les objets relevant de constructions causales dans le monde sans idée de finalité. L'humain, lui, se construit principalement par l'histoire, la culture, et l'individu par ses actes, d'où, pour l'humain, le célèbre « l'existence précède l'essence » sartrien. Il n'existe pas dès lors de « nature humaine ». La brève conférence de Jean-Paul Sartre L'existentialisme est un humanisme le mentionne explicitement.

### Le nihilisme contre l'essentialisme
Les nihilistes rejettent l'anthropocentrisme et le libéralisme en général, car il s'agit de vouer un culte à l'essence de l'humanité et à la culture. L'humanisme serait ainsi un principe religieux et moraliste. Max Stirner va jusqu'à critiquer l'essence au nom de l'unicité.

### Le déterminisme contre l'essentialisme
Le déterminisme rejette l'idée de libre arbitre, qui serait une illusion d'un sujet imaginairement conscient de ses actions, non soumis à des causes qui le précèdent. Selon les penseurs déterministes, l'Homme n'est pas le fruit de la contingence, mais de la nécessité. Le déterminisme s'oppose à la fois à l'existentialisme et à l'essentialisme. Les déterministes célèbres sont Spinoza, Hume et Nietzsche.

### Crédit d'auteurs
- Cet article est partiellement ou en totalité issu de l'article intitulé « Essentialisme (genre) » (voir la liste des auteurs).